# فیات بی‌آر
فیات بی‌آر (به انگلیسی: Fiat_B.R.) یک هواگرد ملخ‌پیشین تک‌موتوره از نوع بمب‌افکن ساخت شرکت Fiat است. هواگرد فیات بی‌آر نخستین پروازش را در ۱۹۱۹ میلادی انجام داد. در مجموع، تعداد ۲۵۰ فروند از این هواگرد ساخته شده‌است.
طراح این هواگرد، Celestino Rosatelli بود.